# Monbos
Monbos, ou Mombos, est une ancienne commune française située dans le département de la Dordogne, en région Nouvelle-Aquitaine. Depuis 1973, elle fait partie de la commune de Thénac.

## Géographie
En Bergeracois, dans le sud-ouest du département de la Dordogne, Monbos occupe la partie sud-est de la commune de Thénac.

## Histoire
Monbos est une commune créée à la Révolution.
Le 1er janvier 1973, les communes de Puyguilhem et Monbos fusionnent en tant que communes associées avec celle de Thénac. Le 1er janvier 2011, cette association devient une fusion simple.

## Démographie
Le dernier dénombrement de population officiel de Monbos est celui de l'année 2008, mis en ligne le 1er janvier 2011 par l'Insee. Il fait apparaître une population municipale de 74 habitants.
| 1793 | 1800 | 1806 | 1821 | 1831 | 1836 | 1841 | 1846 |
| ---- | ---- | ---- | ---- | ---- | ---- | ---- | ---- |
| 210  | 199  | 214  | 243  | 227  | 223  | 237  | 219  |

| 1851 | 1856 | 1861 | 1866 | 1872 | 1876 | 1881 | 1886 |
| ---- | ---- | ---- | ---- | ---- | ---- | ---- | ---- |
| 191  | 206  | 181  | 149  | 141  | 189  | 161  | 144  |

| 1891 | 1896 | 1901 | 1906 | 1911 | 1921 | 1926 | 1931 |
| ---- | ---- | ---- | ---- | ---- | ---- | ---- | ---- |
| 141  | 143  | 130  | 137  | 122  | 109  | 104  | 108  |

| 1936 | 1946 | 1954 | 1962 | 1968 | - | - | - |
| ---- | ---- | ---- | ---- | ---- | - | - | - |
| 116  | 117  | 103  | 100  | 81   | - | - | - |

## Culture locale et patrimoine

### Héraldique
| Blason de Monbos | Blason  | D'azur à deux clefs d'or passées en sautoir.                                                                              |
| Blason de Monbos | Détails | Les clefs sont l'attribut de saint Pierre, patron de la paroisse locale. Le statut officiel du blason reste à déterminer. |